# Клесово (Калузька область)
Клесово (рос. Клесово) — село в Сухиницькому районі Калузької області Російської Федерації.
Населення становить 25 осіб. Входить до складу муніципального утворення Село Хотень.

## Історія
Від 2004 року входить до складу муніципального утворення Село Хотень

## Населення
| 2002 | 2010 |
| ---- | ---- |
| 32   | ↘25  |